# Aleksander Medyceusz
Aleksander Medyceusz, wł. Alessandro de' Medici (ur. w 1510, zm. 6 stycznia 1537 we Florencji) – książę Florencji w latach 1532-1537. Prawdopodobnie nieślubny syn papieża Klemensa VII.

## Życiorys
Istniało podejrzenie, że Aleksander Medyceusz był nieślubnym dzieckiem Klemensa VII i czarnoskórej niewolnicy. Historyk i znawca Medyceuszy, Alfred von Reumont, obalał ten pogląd. Kardynał Gasparo Contarini twierdził, że Aleksander był synem Wawrzyńca Medyceusza. Współcześni badacze przychylają się jednak do tezy, że Aleksander faktycznie był synem papieża, a następnie został adoptowany przez Wawrzyńca II.
W 1522 roku został mianowany władcą Penne i Leonessy. Z rekomendacji papieża był gubernatorem Florencji od 30 lipca 1524 do 16 maja 1527. 1 maja 1532 został suwerennym władcą Florencji. Władzę dzielił tam ze swoim kuzynem Hipolitem, prowadząc rządy twardej ręki. W 1535 Hipolit zmarł na skutek gorączki lub trucizny podanej najprawdopodobniej przez Aleksandra.
W 1536 roku Aleksander poślubił Małgorzatę Parmeńską, z którą nie doczekał się potomstwa. Miał jednak troje nieślubnych dzieci:
- Juliusza (1533-1600) – rycerza Zakonu św. Stefana[1],
- Julię (zm. po 1588) – żonę Franciszka Cantelma (hrabiego Alvito) i Bernarda Medyceusza (księcia Ottaiano)[1],
- Porcję (ur. 1538) – ksienię zakonu św. Klemensa we Florencji[1].

Rok po ślubie, ze względu na okrucieństwo w sprawowaniu rządów, Aleksander został zamordowany przez swojego dalekiego kuzyna, Wawrzyńca Medyceusza.